# Thẻ căn cước Bắc Triều Tiên
Thẻ Căn cước Công dân (tiếng Hàn Quốc: 공민증) ở Cộng hòa Dân chủ Nhân dân Triều Tiên là thẻ căn cước chính của quốc gia này. Khi công dân Bắc Triều Tiên đủ 17 tuổi, họ phải đăng ký cư trú tại cơ quan an ninh xã hội tại khu vực nơi họ sinh sống. Mẫu đơn đăng ký cư trú phải ghi rõ họ tên, giới tính, ngày sinh, nơi sinh và nơi cư trú. Công dân trên 17 tuổi được cấp thẻ căn cước công dân và công dân trên 17 tuổi cư trú tại Bình Nhưỡng được cấp thẻ căn cước công dân Bình Nhưỡng (평양시민증). Trước đây, các giấy tờ tùy thân là một lớp màng nhựa trong suốt được ép sau khi dán ảnh nhận dạng lên một loại giấy dày hơn một chút. Từ khoảng năm 2016, mẫu thẻ căn cước hiện tại đã được đưa vào sử dụng. Nó dài 8 cm và rộng 5,5 cm, nhỏ hơn phiên bản cũ và màu sắc cũng thay đổi. Tuy nhiên, loại giấy tờ mới có dạng thẻ nhựa cứng.